# Filmfare Awards (1996)
41-я церемония награждения Filmfare Awards прошла в городе Бомбей в марте 1996 года. На ней были отмечены лучшие киноработы на хинди, вышедшие в прокат до конца 1995 года.

## Список лауреатов и номинантов
Лауреаты премии в игровых и музыкальных категориях выделены полужирным шрифтом на золотом фоне, а также, по возможности, представлены фотографиями.

### Основные премии
| Категории                            | Фото лауреатов      | Лауреаты и номинанты                                       | Фильмы                                               | Роли                                                 |
| ------------------------------------ | ------------------- | ---------------------------------------------------------- | ---------------------------------------------------- | ---------------------------------------------------- |
| Лучший фильм                         | Лучший фильм        | «Разные судьбы» (реж. Мансур Хан, прод. Ратан Джайн)       | «Разные судьбы» (реж. Мансур Хан, прод. Ратан Джайн) | «Разные судьбы» (реж. Мансур Хан, прод. Ратан Джайн) |
| Лучший фильм                         | Лучший фильм        | «Непохищенная невеста» (реж. Адитья Чопра, прод. Яш Чопра) |                                                      |                                                      |
| Лучший фильм                         | Лучший фильм        | «Каран и Арджун» (реж. и прод. Ракеш Рошан)                |                                                      |                                                      |
| Лучший фильм                         | Лучший фильм        | «Принц Раджа» (реж. и прод. Индра Кумар)                   |                                                      |                                                      |
| Лучший фильм                         | Лучший фильм        | «Весельчак» (реж. и прод. Рам Гопал Варма)                 |                                                      |                                                      |
| Лучшая режиссёрская работа           |                     | • Адитья Чопра                                             | «Непохищенная невеста»                               | «Непохищенная невеста»                               |
| Лучшая режиссёрская работа           | • Индра Кумар       | «Принц Раджа»                                              | «Принц Раджа»                                        |                                                      |
| Лучшая режиссёрская работа           | • Мансур Хан        | «Разные судьбы»                                            | «Разные судьбы»                                      |                                                      |
| Лучшая режиссёрская работа           | • Ракеш Рошан       | «Каран и Арджун»                                           | «Каран и Арджун»                                     |                                                      |
| Лучшая режиссёрская работа           | • Рам Гопал Варма   | «Весельчак»                                                | «Весельчак»                                          |                                                      |
| Лучшая мужская роль                  |                     | • Аамир Хан                                                | «Весельчак»                                          | Мунна                                                |
| Лучшая мужская роль                  | • Аджай Девган      | «Незаконнорожденный»                                       | Джай Бакши                                           |                                                      |
| Лучшая мужская роль                  | • Говинда           | «Носильщик № 1»                                            | Раджу                                                |                                                      |
| Лучшая мужская роль                  | • Салман Хан        | «Каран и Арджун»                                           | Каран Сингх / Аджай                                  |                                                      |
| Лучшая мужская роль                  | • Шахрух Хан        | «Непохищенная невеста»                                     | Радж Малхотра                                        |                                                      |
| Лучшая женская роль                  |                     | • Каджол                                                   | «Непохищенная невеста»                               | Симран Сингх                                         |
| Лучшая женская роль                  | • Мадхури Дикшит    | «Принц Раджа»                                              | Мадху Гаревал                                        |                                                      |
| Лучшая женская роль                  | • Мадхури Дикшит    | «Любовь всерьёз»                                           | Лалита / Шикха                                       |                                                      |
| Лучшая женская роль                  | • Маниша Коирала    | «Разные судьбы»                                            | певица/актриса Киран Кумар                           |                                                      |
| Лучшая женская роль                  | • Урмила Матондкар  | «Весельчак»                                                | Мили Джоши                                           |                                                      |
| Лучшая мужская роль второго плана    |                     | • Амриш Пури                                               | «Непохищенная невеста»                               | Чаудри Балдев Сингх                                  |
| Лучшая мужская роль второго плана    | • Анил Капур        | «Три брата»                                                | Ананд Сингх / Сикандер                               |                                                      |
| Лучшая мужская роль второго плана    | • Джеки Шрофф       | «Весельчак»                                                | Радж Камал                                           |                                                      |
| Лучшая мужская роль второго плана    | • Насируддин Шах    | «Незаконнорожденный»                                       | Радж Соланки                                         |                                                      |
| Лучшая мужская роль второго плана    | • Пареш Равал       | «Принц Раджа»                                              | Бриджнат «Бирджу»                                    |                                                      |
| Лучшая женская роль второго плана    |                     | • Аруна Ирани                                              | «Сыновний долг»                                      | Гаятридеви Сингх                                     |
| Лучшая женская роль второго плана    | • Фарида Джалал     | «Непохищенная невеста»                                     | Ладжванти Сингх                                      |                                                      |
| Лучшая женская роль второго плана    | • Ракхи Гулзар      | «Каран и Арджун»                                           | Дурга Сингх                                          |                                                      |
| Лучшая женская роль второго плана    | • Рита Бхадури      | «Принц Раджа»                                              | Сарита Гаревал                                       |                                                      |
| Лучшая женская роль второго плана    | • Танви Азми        | «Разные судьбы»                                            | Фарида                                               |                                                      |
| Лучшее исполнение комической роли    |                     | • Анупам Кхер                                              | «Непохищенная невеста»                               | Дхарамвир Матхотра                                   |
| Лучшее исполнение комической роли    | • Ашок Сараф        | «Каран и Арджун»                                           | Муншиджи                                             |                                                      |
| Лучшее исполнение комической роли    | • Джонни Левер      | «Каран и Арджун»                                           | Лингхаийя                                            |                                                      |
| Лучшее исполнение комической роли    | • Кадер Хан         | «Носильщик № 1»                                            | Хошияр Чанд                                          |                                                      |
| Лучшее исполнение отрицательной роли |                     | • Амриш Пури                                               | «Каран и Арджун»                                     | тхакур Дхурджан Сингх                                |
| Лучшее исполнение отрицательной роли | • Ашиш Видьяртхи    | «Drohkaal» (англ.)                                         | главарь террористов Бхадра                           |                                                      |
| Лучшее исполнение отрицательной роли | • Дэнни Дензонгпа   | «Сезон дождей»                                             | коррумпированный зам.комиссара полиции Негхи         |                                                      |
| Лучшее исполнение отрицательной роли | • Мохан Агаше       | «Три брата»                                                | Кхокха Сингх                                         |                                                      |
| Лучшее исполнение отрицательной роли | • Митхун Чакраборти | «Палач»                                                    | Виджай Бахадур/Амавас                                |                                                      |
| Лучший мужской дебют                 |                     | • Бобби Деол                                               | «Сезон дождей»                                       | Бадал                                                |
| Лучший женский дебют                 |                     | • Твинкл Кханна                                            | «Сезон дождей»                                       | Тина Оберой                                          |

### Музыкальные премии
| Категории                       | Фото лауреатов       | Лауреаты и номинанты   | Фильмы                  | Песни                              |
| ------------------------------- | -------------------- | ---------------------- | ----------------------- | ---------------------------------- |
| Лучшая музыка к песне           |                      | • Ану Малик            | «Разные судьбы»         | «Разные судьбы»                    |
| Лучшая музыка к песне           | • А. Р. Рахман       | «Весельчак»            | «Весельчак»             |                                    |
| Лучшая музыка к песне           | • Джатин-Лалит       | «Непохищенная невеста» | «Непохищенная невеста»  |                                    |
| Лучшая музыка к песне           | • Надим-Шраван       | «Принц Раджа»          | «Принц Раджа»           |                                    |
| Лучшая музыка к песне           | • Раджеш Рошан       | «Каран и Арджун»       | «Каран и Арджун»        |                                    |
| Лучшие слова к песне            |                      | • Ананд Бакши          | «Непохищенная невеста»  | «Ho Gaya Hai Tujhko To Pyar Sajna» |
| Лучшие слова к песне            | • Ананд Бакши        | «Непохищенная невеста» | «Tuje Dekha To»         |                                    |
| Лучшие слова к песне            | • Мехбуб             | «Весельчак»            | «Kya Kare»              |                                    |
| Лучшие слова к песне            | • Мехбуб             | «Весельчак»            | «Tanha Tanha»           |                                    |
| Лучшие слова к песне            | • Маджрух Султанпури | «Разные судьбы»        | «Raja Ko Rani Se Pyar»  |                                    |
| Лучший мужской закадровый вокал |                      | • Харихаран            | «Путь истины»           | «Dil Ne Dil»                       |
| Лучший мужской закадровый вокал | • Кумар Сану         | «Непохищенная невеста» | «Tuje Dekha To»         |                                    |
| Лучший мужской закадровый вокал | • Удит Нараян        | «Разные судьбы»        | «Raja Ko Rani Se Pyar»  |                                    |
| Лучший мужской закадровый вокал | • Удит Нараян        | «Непохищенная невеста» | «Mehndi Laga Ke Rakhna» |                                    |
| Лучший женский закадровый вокал |                      | • Алка Ягник           | «Принц Раджа»           | «Ankhiyan Milao»                   |
| Лучший женский закадровый вокал | • Алка Ягник         | «Разные судьбы»        | «Raja Ko Rani Se Pyar»  |                                    |
| Лучший женский закадровый вокал | • Швета Шетти        | «Весельчак»            | «Mangta Hai Kya»        |                                    |
| Лучший женский закадровый вокал | • Кавита Кришнамурти | «Весельчак»            | «Pyar Ye Jaane»         |                                    |
| Лучший женский закадровый вокал | • Кавита Кришнамурти | «Любовь всерьез»       | «Mera Piya Ghar Aaya»   |                                    |

### Премии критиков
| Категории                   | Фото лауреатов              | Лауреаты                                                      | Фильмы                                                        | Роли                                                          |
| --------------------------- | --------------------------- | ------------------------------------------------------------- | ------------------------------------------------------------- | ------------------------------------------------------------- |
| Лучший художественный фильм | Лучший художественный фильм | • «Бомбей» (реж. Мани Ратнам, прод. Aalayam Productions)      | • «Бомбей» (реж. Мани Ратнам, прод. Aalayam Productions)      | • «Бомбей» (реж. Мани Ратнам, прод. Aalayam Productions)      |
| Лучшая роль                 |                             | Маниша Коирала                                                | «Бомбей»                                                      | мусульманка Шайла Бану                                        |
| Лучший документальный фильм | Лучший документальный фильм | • «A Narmada Diary» (реж. Ананд Патвардхан и Симантини Дхуру) | • «A Narmada Diary» (реж. Ананд Патвардхан и Симантини Дхуру) | • «A Narmada Diary» (реж. Ананд Патвардхан и Симантини Дхуру) |

### Технические премии
| Категории                            | Лауреаты                        | Фильмы                 |
| ------------------------------------ | ------------------------------- | ---------------------- |
| Лучшая постановка боевых сцен        | • Бхику Верма                   | «Каран и Арджун»       |
| Лучший диалог                        | • Адитья Чопра и Джавед Сиддики | «Непохищенная невеста» |
| Лучший сценарий                      | • Адитья Чопра                  | «Непохищенная невеста» |
| Лучший сюжет                         | • Рам Гопал Варма               | «Весельчак»            |
| Лучший монтаж                        | • Санджай Верма                 | «Каран и Арджун»       |
| Лучшая операторская работа           | • Сантош Сиван                  | «Сезон дождей»         |
| Лучшая хореография                   | • Ахмед Хан                     | «Весельчак»            |
| Лучшая работа художника-постановщика | • Биджон Дасгупта               | Prem                   |
| Лучший звук                          | • Ракеш Ранджан                 | «Сезон дождей»         |
| Лучший дизайн костюмов               | • Маниш Мальхотра               | «Весельчак»            |

### Особые премии
| Категории                  | Фото лауреатов          | Лауреаты               |
| -------------------------- | ----------------------- | ---------------------- |
| Премия имени Раджа Капура  |                         | • актёр Ашок Кумар     |
| Премия имени Раджа Капура  | • актёр Сунил Датт      |                        |
| Премия имени Раджа Капура  | • актриса Виджаянтимала |                        |
| Специальная премия         |                         | • певица Аша Бхосле    |
| Премия имени Р. Д. Бурмана |                         | • поэт-песенник Мехбуб |

## Наибольшее количество номинаций и побед
- «Непохищенная невеста» – 14 (10)
- «Весельчак» – 14 (7)
- «Каран и Арджун» – 10 (2)
- «Сезон дождей» – 5 (4)
- «Разные судьбы» – 8 (0)